# اینوسنت آلاسکا
اینوسنت آلاسکا (انگلیسی: Innocent of Alaska; 6 september [سبک قدیمی: 26 august] 1797 – 12 april [سبک قدیمی: 31 march] 1879; age 81) قدیس مسیحی اهل امپراتوری روسیه و از برندگان جایزه دمیدوف بود.